# Wonder Man (Fox Publications)
Wonder Man é um personagem de banda desenhada criado por Will Eisner para a Fox Feature Syndicate.
O personagem tem uma importância histórica em virtude do processo judicial que resultou da sua única aparição, na Wonder Comics #1, de maio de 1939.

## História
A identidade secreta do Wonder Man era Fred Carson. Durante uma excursão para o Tibete, um velho monge dá a Carson um anel que lhe concede o poder para combater o mal quando for preciso. Seus poderes são quase exatamente como os de Superman, no qual ele foi baseado.

## Histórico
Wonder Man foi criado por Will Eisner para a Fox Publications.  Seguindo as instruções da própria Fox ele criou um personagem baseado no Superman.

## Processo judicial
Em 15 de março de 1939, a Nationa Periodicals (atual DC Comics) entrou com um processo de violação de direitos autorais contra a Fox, devido às semelhanças do personagem com o Superman. 
Essa foi a primeira ação judicial na história dos quadrinhos e criou um precedente para a DC Comics proteger vigorosamente seus personagens.